# Буслаев, Александр Николаевич (шахматист)
Александр Николаевич Буслаев (1929 — 15 января 1980) — советский шахматист, мастер спорта СССР (1957), тренер. Журналист.

## Биография
Шахматами занимался в Тбилисском Дворце пионеров и школьников под руководством мастера А. Эбралидзе. Выступал за «Спартак» (Тбилиси) и «Буревестник» (Тбилиси).
Результаты выступлений в чемпионатах Грузинской ССР: 1953 — 1—2, но проиграл дополнит, матч Благидзе, 1954 — 1, 1956 — 3, 1958 — 2—3, 1959 — 2, юбилейное первенство, 1961 — 5. Серебряный призёр тбилисского турнира мастеров и кандидатов в мастера 1950 года.
Участник матчей Грузинская ССР — Румыния: 1960 (играл на 2-й доске, победа в команде) и 1961 (играл на 3-й доске, ничья в команде).
Победитель (вместе с В. Журавлёвым) чемпионата республик Балтики и Грузии в Тбилиси в 1962 году.
В составе сборной Грузинской ССР участник 8 чемпионатов СССР между командами союзных республик (1948, 1953—1955, 1959—1960, 1963—1969). Лучшие результаты: 4-е место в команде (1969) и серебряная медаль в индивидуальном зачёте (1948, играл на 9-й доске). В составе клуба «Динамо» участник 6-го командного Кубка СССР (1968) в Риге.